# 北京大学校长列表
北京大学（简称北大）是中国著名高等学府。北京大学创建于1898年，其历任校长别表如下：

## 历任校长

### 清朝京師大學堂時期
- 孙家鼐（1898年7月—1900年春）
- 许景澄（1899年7月—1900年7月）
- 张百熙（1902年1月—1904年2月）
- 张亨嘉（1904年2月—1906年2月）
- 李家驹（1906年2月—1907年7月）
- 朱益藩（1907年7月—1907年12月）
- 刘廷琛（1907年12月—1910年9月）
- 柯劭愍（1910年9月—1911年11月）
- 劳乃宣（1911年11月—1912年2月）

### 中華民國北洋政府國立北京大學時期
- 严复　（1912年5月3日－1912年10月1日）
- 章士釗（1912年10月1日－1912年12月27日，馬良1912年10月18日－1912年12月27日代理）
- 何燏时（1912年12月27日－1913年11月12日）
- 胡仁源（1913年11月13日－1916年12月26日）
- 蔡元培（1916年12月26日－1924年1月5日歐洲考察，1929年9月16日－1930年9月24日未就任）
- 蔣夢麟（1924年1月5日－1929年9月16日代理）
- 陳大齊（1929年9月16日－1930年12月4日）

### 被合并、撤销
- 京师大学校校长刘哲　（1927年8月—1928年6月）
- 国立北平大学校长李煜瀛（1928年6月—1929年1月）
- 国立北平大学北大学院院长陈大齐（1929年1月—1929年8月）

### 中華民國國民政府國立北京大學時期
- 蔡元培（1929年9月—1930年12月），一直未到任，由陈大齐代理[2]
- 蒋梦麟（1930年12月—1937年7月）

### 日本控制北平時期
- 湯爾和（1939年1月—1940年3月）
- 錢稻孫（1940年3月—1945年10月）

### 中華民國國民政府恢復管治時期
- 傅斯年（1945年10月—1946年8月）
- 胡适　（1946年9月4日—1948年12月）

### 中華人民共和國時期

#### 校长
- 汤用彤（1949年5月13日－1951年5月23日，学校校务委员会主席）
- 马寅初（1951年5月23日－1960年3月28日）
- 陆平　（1960年3月28日－1966年6月1日）
  - 张承先（1966年6月1日－1966年7月26日）（北京大学文化大革命工作组组长）
  - 聂元梓（1966年7月28日－1966年9月11日）（北京大学文化革命委员会筹备委员会主任）
  - 聂元梓（1966年9月11日－1969年9月27日）（北京大学文化革命委员会主任）
  - 杨德中（1969年9月27日－1977年8月）（北京大学革命委员会主任）
    - 日常具体工作由63军副政委王连龙和政治部副主任刘信负责。[需要較佳来源]
- 周培源（1978年6月27日－1981年3月）
- 张龙翔（1981年6月－1984年3月）
- 丁石孙（1984年3月－1989年8月23日）
- 吴树青（1989年8月23日－1996年8月12日）
- 陈佳洱（1996年8月12日－1999年11月20日）
- 许智宏（1999年11月20日－2008年11月14日）
- 周其凤（2008年11月14日－2013年3月22日）
- 王恩哥（2013年3月22日－2015年2月15日）
- 林建华（2015年2月15日－2018年10月23日）
- 郝平（2018年10月23日－2022年6月17日）
- 龚旗煌（2022年6月17日－今）

#### 党委书记
- 萧松（1949年1月－1949年3月）（党总支书记）
- 林乃桑（1949年3月－1949年6月）（党总支书记）
- 叶向忠（1949年6月－1951年2月）（党总支书记）
- 叶向忠（1951年2月－1951年10月）（党委书记）
- 张群玉（1951年10月－1952年10月）（党委书记）
- 李瑚   （1952年10月－1954年12月）（党委书记）
- 史梦兰（1954年12月－1956年12月）（党委书记）
- 江隆基（1956年12月－1957年10月）（党委第一书记）
- 马适安（1956年12月－1957年10月）（党委第二书记）
- 陆平　（1957年10月－1959年1月）（党委第一书记）
- 江隆基（1957年10月－1959年1月）（党委第二书记）
- 马适安（1957年10月－1958年10月）（党委第三书记）
- 陆平　（1959年1月－1966年6月）
- 杨德中（1971年5月24日－1977年，月份不详）
- 周林　（1977年9月－1979年12月）
- 韩天石（1979年12月－1982年9月）
- 项子明（1982年9月－1984年3月）（代理）
- 王学珍（1984年3月－1991年1月）
- 汪家鏐（1991年1月－1994年7月）
- 任彦申（1994年7月－2000年3月）
- 王德炳（2000年4月－2002年4月）
- 闵维方（2002年4月－2011年8月）
- 朱善璐（2011年8月－2016年12月）
- 郝平（2016年12月－2018年10月）
- 邱水平（2018年10月－2022年6月）
- 郝平（2022年6月－今）

## 其他条目
- 北京大学